# Agedabia
Agedabia (AFI: /aʤeˈdabja/; in arabo أجدابيا‎?, Aǧdābiyā) è una città della Cirenaica (Libia) di 140 000 abitanti. Dista circa 16 km dalla costa mediterranea e 154 km da Bengasi. Dal 2007 è capoluogo del distretto di al-Wahat; precedentemente è stata il centro principale del distretto omonimo.

## Storia
Conquistata da ʿAmr ibn al-ʿĀṣ nel 643, Agedabia (Aǧdābiyā in arabo significa "la Sterile") fu trasformata in un importante avamposto militare del califfato ma anche in un vitale snodo commerciale, alle porte com'era del deserto del Sahara ma dotato di un approdo portuale, all'epoca distante appena una decina di chilometri.
Abitata prevalentemente da Berberi Luwāta (della stirpe degli Zanāta) e da un gruppo comunque abbastanza consistente di Arabi degli Azd e dei B. Lakhm, fu abbellita nel 912-13 con una cittadella, la cui moschea (fatta edificare da Abū l-Qāsim, figlio del primo Imam/Califfo fatimide ʿUbayd Allāh al-Mahdī) vantava un originale minareto ottagonale.
La prosperità agricola (orti e frutteti) si perse in occasione dell'invasione hilaliana dell'XI secolo e Agedabia non riguadagnò mai più il suo passato benessere.
Nel luglio 1942 la 12ª Squadriglia A.P.C. (Aviazione Vigilanza Presidiaria) della Regia Aeronautica è all'aeroporto di Agedabia sui Caproni Ca.309.